# Kh-101 (ミサイル)
Kh-101（ロシア語: X-101)はロシア連邦のラドゥガ国家機械製造設計局が開発した空中発射巡航ミサイル。
アメリカ国防総省（DoD）識別番号においてはAS-23、NATOコードネームとしては「コディアック」（Kodiak）と呼ばれる。

## 概要
1980年代後半に開発され、Kh-55の後継として配備が開始された。外見はアメリカのAGM-158 JASSM空中発射巡航ミサイルと類似している。機体はステルス性を備えた形状となっており、機体前部に取り付けられているエアインテークに出っ張りが無い他、Kh-55では機体外に出ていたエンジンが機体内に収納されるなどRCSの低減が重視されている。その他にKh-102と言う250ktの熱核弾頭を装備した型式も存在する。
発射はTu-160などの戦略爆撃機から行われ、ウェポンベイから投下された後ターボファンエンジンを起動しマッハ0.76まで加速し、TERCOMにより目標近くまで誘導された後ターミナル誘導段階に入り、DSMACで誘導され、目標を破壊する｡
誘導方式は慣性誘導、衛星誘導やTERCOM、DSMACなどが使用されており、CEPは10m未満となっている。但しDSMACであるOtblesk-Uは深刻な制限があると指摘されており、巡航中はTERCOMが使用され目標に接近しているターミナル誘導段階でのみ使用されるとされている｡

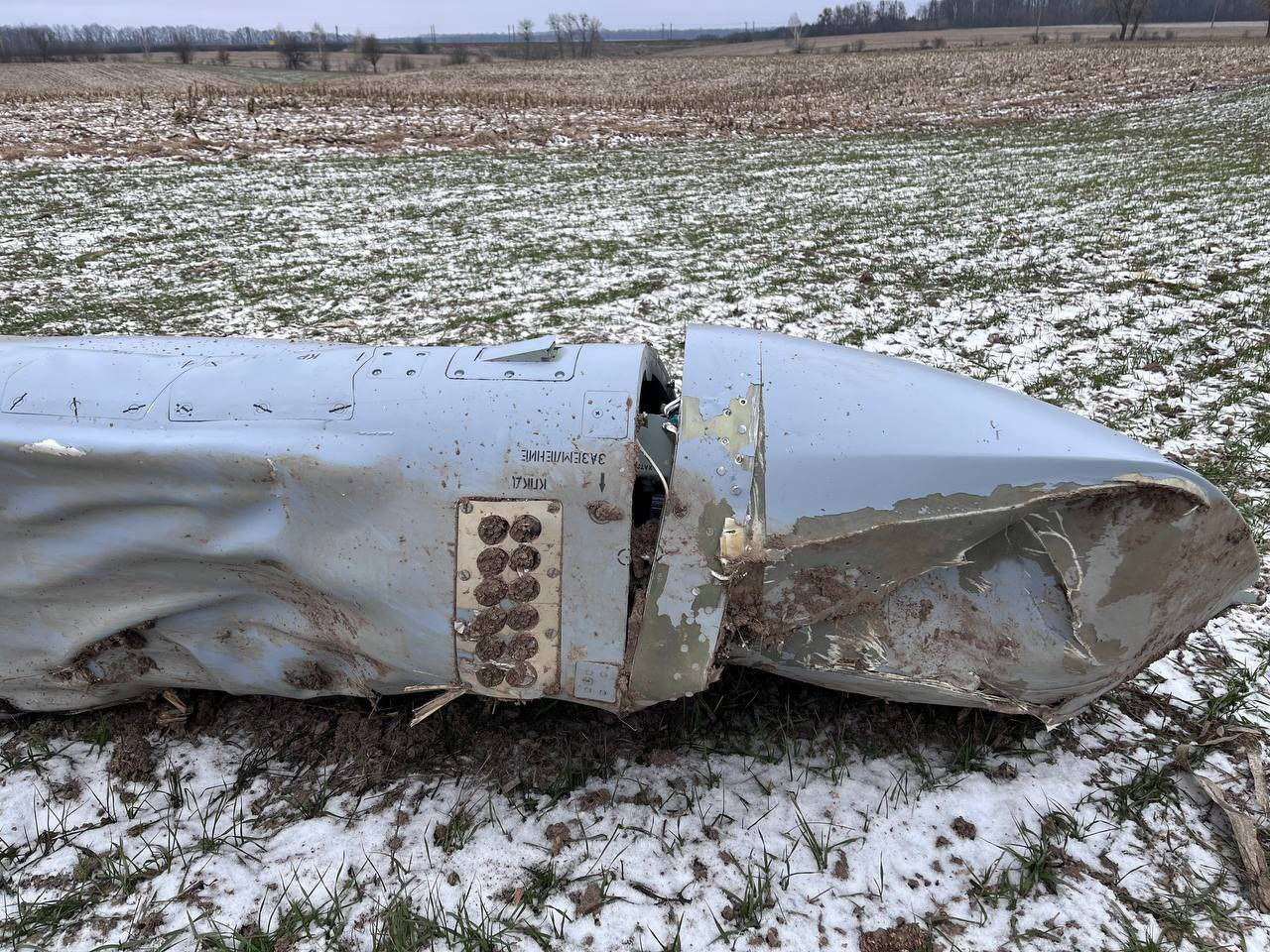
2023年1月26日にウクライナのヴィーンヌィツャ州で撃墜されたKh-101。チャフディスペンサーと推測される装置が搭載されている。

Kh-101はL-504チャフディスペンサーを搭載しており、2022年ロシアのウクライナ侵攻で故障または撃墜されたKh-101に搭載されているのが確認されている｡
また、2023年12月29日に発生したロシア軍の大規模攻撃により、発射されたKh-101がチャフディスペンサーを作動させながら飛行する映像が撮影された｡
2024年にはウクライナ軍から、Kh-101をブローニングM2重機関銃で撃墜したとする映像が公開された。2025年にはホークミサイルで撃墜される映像も公開されている。

## 搭載機
- Tu-95MSM
- Tu-160M
- Tu-22M3M

## 運用国
ロシア
- ロシア航空宇宙軍がKh-101を運用中。